# Fromager
Fromager war bis zur Verwaltungsreform von 2011 eine Verwaltungsregion der Elfenbeinküste mit der Hauptstadt Gagnoa.

## Bevölkerung
Einer Berechnung von 2010 zufolge hat Fromager ca. 772.368 Einwohner und somit bei einer Fläche von 6900 km² eine Bevölkerungsdichte von 112 Einwohnern pro km². Bei der letzten Volkszählung im Jahr 1998 wurden 542.992 Einwohner gezählt.

## Geographie
Fromager liegt im Süden der Elfenbeinküste und grenzt im Norden an Haut-Sassandra und Marahoué, im Osten an Lacs und Lagunes und im Süden an Sud-Bandama und Bas-Sassandra. Die Region ist in die Départements Gagnoa und Oumé eingeteilt.